# Campanile Alto
Der Campanile Alto ist ein 2937 m s.l.m. hoher Berg im zentralen Bereich der Brentagruppe. Er gilt als einer der kühnsten und elegantesten Gipfel der Brentagruppe und seine Besteigung gehört zu den schönsten und lohnendsten.

## Lage und Beschreibung
Der Campanile Alto liegt in der Sfulmini-Kette im Verbindungskamm zwischen den Sfulmini (2910 m s.l.m.) und dem Campanile Basso (2883 m s.l.m.), getrennt durch die beiden Scharten Bocchetta Bassa degli Sfulmini im Norden und die Bocchetta di Campanile Alto im Süden. Dem Campanile Alto ist im Südosten die markante, kleine Felsnadel La Sentinella und der Torrione Comici vorgelagert. Letzterer bildet eine unscheinbare Terrasse aus Schutt zu Füßen der Südwand des Campanile Alto, fällt aber an seiner Westseite senkrecht in das Val Brenta in die Tiefe.
Im Gegensatz zu seinem berühmten kleineren Bruder, dem Campanile Basso, besitzt der Campanile Alto weder symmetrisch gleichmäßige Linien noch eine rechteckige Form. Der spitz zulaufende Campanile Alto hat zwei Gipfel, wobei der Südgipfel ein paar Meter höher als der Nordgipfel ist. Als Ausgangspunkt für eine Besteigung dienen die umliegenden Hütten Pedrotti, Brentei und Alimonta.

## Alpinismus
Der Campanile Alto wurde am 27. Juli 1885 von Gottfried Merzbacher und seinem Bergführer Bonifacio Nicolussi aus Molveno erstmals bestiegen. Merzbacher hatte im Jahr zuvor vom Torre di Brenta aus die Aufstiegsroute über den Nordost-Kamin studiert. In seinem 1894 erschienenen Beitrag zur Brentagruppe nannte Karl Schulz den Berg abweichend als Campanile di Brenta. Bis zum Ersten Weltkrieg wurden weitere vier neue Routen am Campanile eröffnet. So 1896 durch die Südwand von Carlo Carbari und seinem Begleiter Nino Pooli. Den beiden misslang im Jahr darauf die Erstbesteigung des gegenüberliegenden Campanile Basso. Erfolgreicher waren dagegen Wilhelm Paulcke und sein Begleiter, denen 1897 die Erstbegehung einer neuen Route (UIAA III) ebenfalls in der Südwand des Campanile Alto gelang. 1903 war es der aus dem Primör stammende Bergführer Michele Bettega, der mit seiner Kundin Beatrice Tomasson eine neue Route (UIAA II+) eröffnete. 1911 begingen Vittorio Emanuele Fabbro und Italo Lunelli erstmals die Nordostwand (UIAA IV).
Die Route entlang des 600 m hohen im Val di Brenta fußenden Westgrates (UIAA IV+) ist einer der am meisten begangenen Routen der Brenta. Sie wurde 1927 von den Deutschen Hans Hartmann und Georg von Krauss erstmals begangen.
Weitere Routen auf den Campanile Alto wurden unter anderem von Silvio Agostini, Bruno Detassis, Giorgio Graffer und Renzo Videsott eröffnet. 1986 beging Ermanno Salvaterra hintereinander den Crozzon di Brenta, die Cima Brenta Bassa, den Campanile Basso und den Campanile Alto in 9 ½ Stunden. Salvaterra gehört auch den bekanntesten Opfern des Campanile Alto, als er 2023 bei der Begehung der Hartmann-Krauss-Route tödlich verunglückte.